# The Terrorist
The Terrorist é um filme indiano de 1999 com realização e fotografia de Santosh Sivan sobre a vida de uma jovem rapariga nos dias que antecedem um ataque terrorista suicida que terá de fazer.